# Ian McDiarmid
Ian McDiarmid (Angus, 11 de agosto de 1944) é um ator e diretor teatral britânico nascido na Escócia. É vencedor do principal prêmio do teatro britânico, o Prêmio Laurence Olivier, e é também vencedor principal prêmio do teatro americano, o Tony Awards.  Ainda no começo da carreira foi agraciado com a medalha de ouro da Royal Scottish Academy of Music and Drama.
McDiarmid começou a obter destaque no teatro interpretando peças de William Shakespeare a exemplo de  Hamlet (1972), A tempestade (1974), Muito barulho por nada (1976) e  Macbeth (1978).
Seu papel mais famoso no cinema é como Sheev Palpatine/Darth Sidious/Imperador, um dos maiores vilões da história do cinema e ícone da cultura pop e geek, em seis filmes da série Star Wars (O Império Contra-Ataca, O Retorno de Jedi, A Ameaça Fantasma, Ataque dos Clones, A Vingança dos Sith e A Ascensão Skywalker). Outro filme de sucesso em que Ian trabalhou foi A Lenda do Cavaleiro sem Cabeça, de Tim Burton.
Ian atua também como diretor de teatro tendo dirigido, entre outras, Cenas de uma execução de Howard Barker, trabalho que lhe rendeu o prêmio de melhor diretor do Time Out Comedy Awards do ano de 1985. Em 1990 voltou a vencer o Time Out Comedy Awards de melhor diretor pela peça Volpone.
Em 1983 foi agraciado com o Prêmio Laurence Olivier, principal prêmio do teatro britânico, de Melhor Ator Coadjuvante por sua atuação na peça teatral "Tales from Hollywood". 

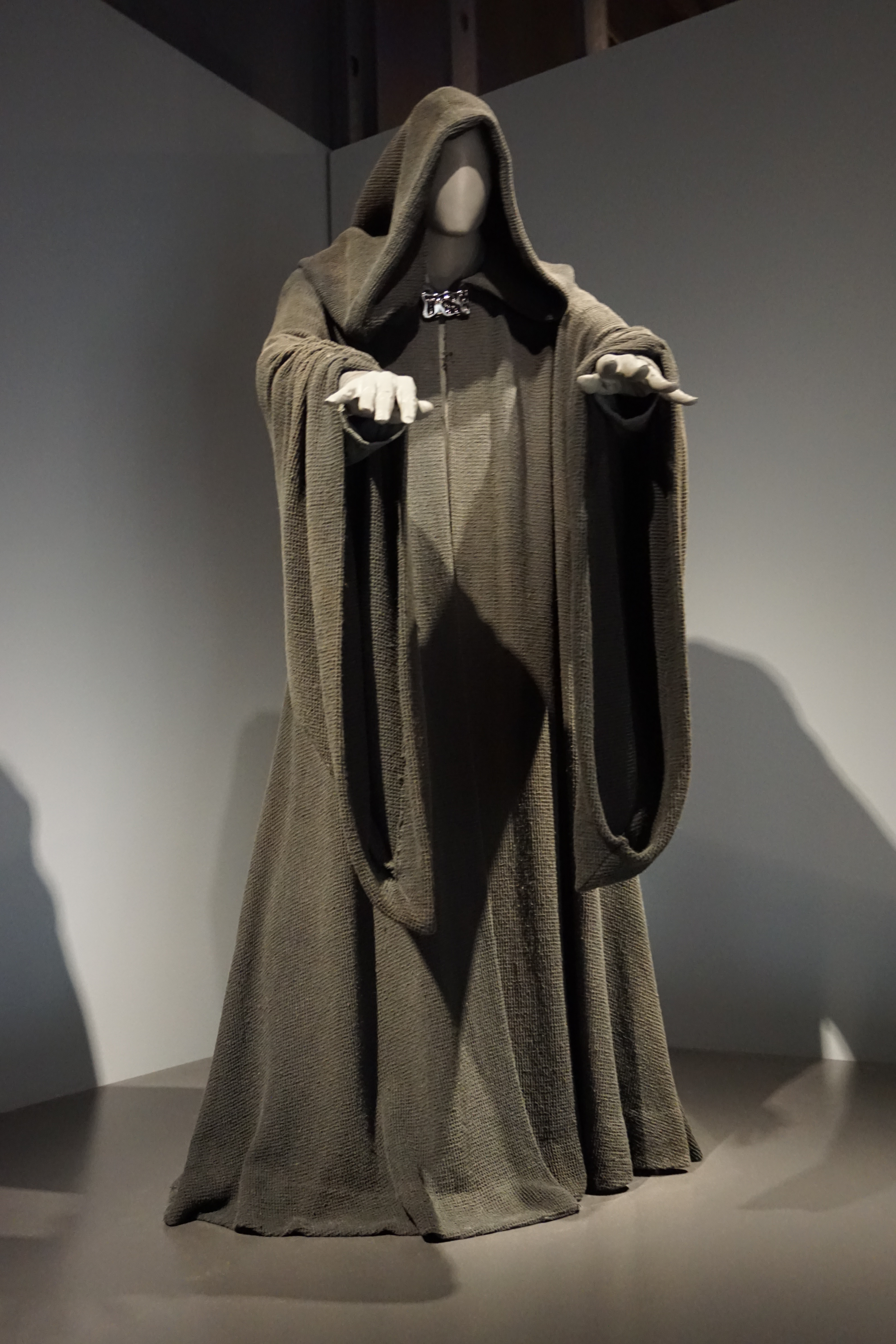
Figurino utilizado por McDiarmid em O Retorno do Jedi.

Em 2002 venceu o Almeida Theatre's Critic's Circle Award de melhor ator por sua atuação em Faith Healer. Pelo mesmo papel venceu em 2003 o Clarence Derwent Awards na categoria melhor ator coadjuvante. Em 2005 e em 2006, voltou a atuar na peça Faith Healer - desta vez nos EUA -  o que lhe rendeu em 2005 o Theatre World Award e em 2006 o Outer Critics Circle Award de Melhor Ator do Ano e o Tony Awards, principal prêmio do teatro americano, de Melhor Ator.
Por sua atuação como Palpatine/Dart Sidious em Star Wars III, Ian  recebeu indicações do Prêmio Saturno de melhor ator coadjuvante em 2006 e do Teen Choice Award de Melhor Vilão em 2005.

## Filmografia
- 1976 - The Likely Lads .... Vigário
- 1978 - Macbeth  .... Ross
- 1980 - Sir Henry at Rawlinson End .... Reg Smeeton
- 1980 - Reencarnação .... Dr. Richer
- 1980 - Richard's Things .... Ladrão
- 1980 - Star Wars: Episódio V - O Império Contra-Ataca .... Darth Sidious
- 1981 - O Dragão e o Feiticeiro.... Irmão Jacobus
- 1983 - Mistério no Parque Gorky .... Professor Andreev
- 1983 - Star Wars: Episódio VI - O Retorno de Jedi .... Darth Sidious
- 1988 - Os Safados .... Arthur
- 1993 - Coração das Trevas - Doctor
- 1993 - The Young Indiana Jones Chronicles .... Prof. Levi
- 1995 - O Outro Lado da Nobreza .... Ambrose
- 1997 - Rebecca .... Coroner
- 1999 - A Lenda do Cavaleiro sem Cabeça .... Dr. Thomas Lancaster
- 2002 - Crime e Castigo .... Porfiry
- 1999 - Star Wars: Episódio I - A Ameaça Fantasma .... Senador Palpatine / Darth Sidious
- 1999 - Great Expectations .... Jaggers
- 2002 - Star Wars: Episódio II - Ataque dos Clones .... Chanceler Palpatine / Darth Sidious
- 2003 - The Last King (Charles III).... Sir. Edward Hyde
- 2004 - MI-5 .... Prof. Fred
- 2005 - Star Wars: Episódio III - A Vingança dos Sith .... Chanceler / Imperador Palpatine / Darth Sidious
- 2005 - Our Hidden Lives .... B. Charles
- 2005 - Elizabeth I .... Lord Burghley
- 2009 - Margaret .... Denis Tatcher
- 2009 - The Odds .... The Gambler
- 2014 - Utopia .... Anton
- 2014 - 37 Days .... Edward Grey
- 2016 - The Lost City of Z ....  Sir George Goldie
- 2015-2018 - Star Wars Rebels .... Imperador Palpatine/Darth Sidious (voz)
- 2017-2018 - Britannia .... Rei Pellenor
- 2019 - Star Wars: Episódio IX - A Ascensão Skywalker .... Darth Sidious
- 2020 - Star Wars: The Clone Wars - Palpatine (voz)
- 2021 - The Bad Batch - Imperador Palpatine (voz)
- 2022 - Obi-Wan Kenobi - Imperador Palpatine